# Віктор Деспень
Франсуа Віктор Деспень (фр. François Victor Despeignes; 14 лютого 1866, Ліон — 30 липня 1937, Шамбері) — французький першопроходець радіаційної онкології. Можливо, перша людина, котра використала рентгенівські промені для лікування раку, що Віктор Деспень зробив у липні 1896 року для пацієнта з раком шлунка. Він перший лікар, який опублікував статтю про променеву терапію в 1896 році, присвячену цьому випадку. Спроба була проведена менше ніж через рік після публікації про відкриття рентгенівського випромінювання Вільгельмом Конрадом Рентгеном.

## Біографія

### Особисте життя
Франсуа Віктор Деспень народився в Ліоні 14 лютого 1866 року. Його поховано на кладовищі в невеликому селі Венсобр у департаменті Дром.

## Кар'єра

### Лікування раку
До 1896 року дослідники виявили, що рентгенівське випромінювання може вбивати бактерії. Переважаючою теорією того часу було те, що рак — це якась паразитарна інфекція. Луї Шарль Еміль Лорте і Філібер Жан Віктор Жену намагалися знищити туберкульоз в інфікованих морських свинок за допомогою рентгенівських променів з березня по червень 1896 року в тому ж місті Ліон.
52-річний чоловік з епігастральною пухлиною звернувся до Деспеню. Пухлина була розміром приблизно з голову восьмимісячного плоду. Деспень вважав, що рак викликаний паразитами, і що, можливо, він міг би вбити паразита радіацією. 4 липня 1896 року він почав лікування рентгенівськими променями. Кожен день проводили дві півгодинні процедури. Інші ліки, які отримував пацієнт, були опіум для знеболення, морфін і хлороформ. Призначена дієта на кондуранго і молоці з ін'єкціями штучної сироватки. Пацієнт відчув полегшення болю, але 24 липня помер. Ракова пухлина зменшилася приблизно на 50%. Обладнання Деспеню складалося з трубки Крукса і шести батарейних елементів Радіге.
Натхненні цим, інші лікарі спробували за допомогою рентгенівського випромінювання лікувати численні людські захворювання від прищів до раку молочної залози. Злоякісні новоутворення виявилися найбільш піддатливими рентгенологічному лікуванню. Вони також виявили побічні ефекти.

### Інша робота
Між 1866 і 1894 роками Деспень працював лікарем-гігієністом у Ліоні. Досліджував якість водопровідної води та туберкульоз. У 1892 році він став керівником лабораторії Луї Пастера. Між 1907 і 1937 роками був директором міської гігієни в Шамбері.

## Праці
- «Новий регулятор для нагрітої в печі олії» (фр. «Nouveau régulateur pour étuve chauffée au pétrole», 1890);
- «Щодо ліонських вод» (фр. «A propos de la question des eaux de Lyon», 1891);
- «Експериментальне дослідження мікробів води із застосуванням до санітарної гігієни міста Ліона» (фр. «Étude expérimentale sur les microbes des eaux, avec applications a l'hygiène sanitaire de la ville de Lyon», 1891);
- «Два випадки гідатидних кіст» (фр. «Deux cas de kyste hydatique», 1903)[4].